# 존 우드러프
존 유이 우드러프(John Youie Woodruff, 1915년 7월 5일 ~ 2007년 10월 30일)는 미국의 육상 선수이자, 1936년 베를린 올림픽 800m 금메달리스트였다.
펜실베이니아주 파예트 카운티의 코넬스빌에서 태어났다. 1936년 피츠버그 대학교의 단 하나의 신입생으로서 국립 아마추어 육상 연합 대회에서 2위를 하고, 올림픽 선발 시합에서 1위(예선에서 1분 49.9초; 세계 기록 1분 49.8초)를 하여 올림픽 팀에 뽑혔다.
경험이 없음에 불구하고, 그는 800m 우승 후보로 보였으며 실망하지 않았다. 올림픽 역사상 가장 놀라운 경주들 중의 하나로, 우드러프는 다른 선수들에 의하여 가두어지고 달리기를 멈추는 데 강요되었다. 그러고나서 1분 52.9초의 기록으로 우승하였다.
제2차 세계대전에 의하여 삭감된 경력 동안에 1937년 아마추어 육상 연합 대회 800m 타이틀을 우승하고, 1937~39 시즌에 대학 아마추어 육상 대회의 440 야드와 880 야드 타이틀들을 우승하였다. 국가 대표로 활약하면서 1200m 릴레이의 세계 기록 보유를 나누기도 하였다.
1939년 사회학을 전공하면서 졸업하고, 2년 후 뉴욕 대학교에서 그 과정의 석사를 취득하였다. 1941년 소위로서 병역에 들어가 1945년 대위로서 제대하였다.
후의 세월에 뉴욕주 뉴로셸에 살면서, 젊은 육상 선수들의 코치를 맡았다. 또한 뉴욕에서 교사로 일하였고, 뉴욕 복지부의 특별 조사인, 뉴욕 경찰 육상 연맹의 레크리에이션 센터의 경영자, 뉴욕주 가석방 관리, 쉬펠리 주식회사의 판매원, 뉴저지주에서 에디슨 직업공단 센터의 보조인을 지내왔다.
1990년대 후반 애리조나주 파운틴 힐스로 이주하여 퇴직 생활을 하였다. 92세의 나이로 사망하여 인디애나폴리스의 크라운 힐 공동묘지에 안장되었다.